# Chromis notata
Chromis notata és una espècie de peix de la família dels pomacèntrids i de l'ordre dels perciformes.

## Morfologia
Els mascles poden assolir els 17 cm de longitud total.

## Distribució geogràfica
Es troba al sud del Japó, Illes Ryukyu, Taiwan i la Xina.